# Sigyn (Schiff, 1887)
Die Bark Sigyn ist das letzte erhaltene dreimastige Holzsegelschiff, das als Handelsschiff nach Übersee eingesetzt wurde. Benannt wurde sie nach der Riesin Sigyn aus der nordischen Mythologie. Ihr Name bedeutet Siegesbringerin.
Sie wurde 1887 in Göteborg, Schweden, gebaut, um Bauholz zu transportieren. Bis zum Ersten Weltkrieg befuhr sie unter schwedischer Flagge die Weltmeere. Im Dezember 1913 verlor das Schiff in einem Sturm ihr Rigg. Daraufhin wurde es repariert und zu einer Schonerbark umgebaut, um die Betriebskosten zu reduzieren.
1927 wurde die Sigyn an die Inselgemeinde Vårdö und von dort 1939 an die Åbo Akademi verkauft, um in Turku als Museumsschiff zu dienen. Sie lag seit mindestens Anfang der 1960er Jahre am Ufer des Aurajoki hinter der Suomen Joutsen, die von 1962 bis 2008 bei der Brücke Martinsilta lag.
In den 1970er Jahren wurde die Sigyn in der Werft von Suomenlinna grundsaniert, weil der Schiffsrumpf Schaden genommen hatte. 1979 bekam sie ihre ursprüngliche Takelage als Bark wieder. Nachdem sie ab 1998 in Mariehamn restauriert worden war, kam sie 2001 an ihren jetzigen Standort am anderen Ufer des Aurajoki.